# Bruce Lincoln
Bruce Lincoln (geb. 5. März 1948) ist ein amerikanischer Religionswissenschaftler.
Lincoln lehrt und forscht als emeritierter Ordinarius für Religionsgeschichte an der University of Chicago. Zu seinen Forschungsthemen gehört die verzweigte Geschichte der indoeuropäischen Mythen. 

## Werke in Auswahl
Monographien
- Politique du paradis: Religion et empire dans la Perse achéménide. Labor et Fides, Genf 2015.
- Between History and Myth: Stories of Harald Fairhair and the Founding of the State. University of Chicago Press, Chicago 2014.
- “Happiness for Mankind”. Achaemenian Religion and the Imperial Project. (= Acta Iranica, 53). Peeters, Löwen 2012.
- Gods and Demons, Priests and Scholars. Critical Explorations in the History of Religions. University of Chicago Press, 2012.
- Religion, Empire, and Torture. The Case of Achaemenian Persia. With a Postscript on Abu Ghraib. University of Chicago Press, 2007.
- Holy Terrors: Thinking about Religion after September 11. University of Chicago Press, 2003.
- Theorizing Myth. Narrative, Ideology, and Scholarship.University of Chicago Press, 1999.
- Death, War, and Sacrifice: Studies in Ideology and Practice. University of Chicago Press, 1991.
- Discourse and the Construction of Society: Comparative Studies of Myth, Ritual, and Classification. Oxford University Press, New York 1989.
- Myth, Cosmos, and Society: Indo-European Themes of Creation and Destruction. Harvard University Press, Cambridge MA 1986.
- Emerging from the Chrysalis: Studies in Rituals of Women's Initiation. Harvard University Press, 1981.
- Priests, Warriors and Cattle: A Study in the Ecology of Religions. University of California Press, Berkeley CA 1981.

Zahlreiche Beiträge in Sammelwerken, Festschriften und Periodika.